# Episodi de La legge di Lidia Poët (seconda stagione)
La seconda stagione della serie televisiva italiana La legge di Lidia Poët, composta da 6 episodi, è stata pubblicata in streaming su Netflix il 30 ottobre 2024.
| Nº | Titolo originale | Pubblicazione Italia |
| -- | ---------------- | -------------------- |
| 1  | Episodio 1       | 30 ottobre 2024      |
| 2  | Episodio 2       | 30 ottobre 2024      |
| 3  | Episodio 3       | 30 ottobre 2024      |
| 4  | Episodio 4       | 30 ottobre 2024      |
| 5  | Episodio 5       | 30 ottobre 2024      |
| 6  | Episodio 6       | 30 ottobre 2024      |

## Episodio 1
- Diretto da: Matteo Rovere
- Sceneggiatura di: Guido Iuculano, Davide Orsini, Flaminia Gressi
- Soggetto di: Guido Iuculano, Davide Orsini

### Trama
Lidia protesta all’ufficio elettorale perché pretende il diritto di voto e quindi viene posta in stato di fermo per qualche ora; inizierà poi a lavorare a una legge per la parità dei diritti tra donne e uomini con l’aiuto di Anna Cravero. Lei e Jacopo vengono chiamati dal Procuratore Pierluigi Fourneau ad occuparsi della morte dell’amico Attila Brusaferro; i sospetti ricadono subito sul fratello anche se il giornalista aveva avuto dei dissidi con tale Cosimo Balbiani. Tuttavia Lidia e Jacopo scoprono dalle impronte che l’assassino è Carlo Pancaldi, collega di Attila e loro conoscente, il quale però si suicida davanti a loro nel suo ufficio senza aver chiarito la questione e senza aver indicato i mandanti. Il fratello di Lidia dice a Jacopo di starle alla larga.
- Altri interpreti: Jacopo Crovella (Attila Brusaferro), Nicola Pannelli (impiegato ufficio elettorale), Manuel Zicarelli (Carlo Pancaldi), Edoardo Carbobara (Cosimo Balbiani), Toni Mazzara (falegname), Andrea Luca Gagliardi (amico di Balbiani), Alex Valenza (strillone), Vito Solitro (carabiniere), Davide La Torre (detenuto), Matteo Mascia (assistente falegname), Tommaso Bocca (strillone),  Alessia Colanero (manifestante), Amos Mastrogiacomo (giornalista “La Frusta”), Alberto Loiacono (passante), Pietro Rosarno (ragazzo).

## Episodio 2
- Diretto da: Letizia Lamartire
- Sceneggiatura di: Guido Iuculano, Davide Orsini, Flaminia Gressi
- Soggetto di: Guido Iuculano, Davide Orsini

### Trama
Laura, una giovane studentessa e conoscente della moglie di Enrico Poët, è accusata di aver avvelenato una sua compagna, Beatrice, uccidendola. Lidia è chiamata dalla cognata a difendere la ragazza e, parlando con il soldato che le due adolescenti si contendevano, Matteo Barenghi, scopre invece che Beatrice stava ricattando la direttrice del collegio, Maria Pia Cantiani. Tuttavia l’avvocato appurerà che Beatrice si è suicidata per poi far ricadere la colpa su Laura. 
In parallelo Jacopo continua le sue indagini sulla morte di Brusaferro e Lidia avanza le sue proposte a un incontro organizzato dal senatore Cravero.
- Altri interpreti: Antonio Ribisi La Spina (Agostino De Pretis), Cristina Pasino (Maria Pia Cantiani), Pauline Fanton (Sofia Bonaccorsi), Chiara Merulla (Laura), Stefano Dell’Accio (Umberto Nitti), Giuseppe Attanasio (Matteo Barenghi), Mario Brusa (presidente corte cassazione), Maddalena Bignù (Susanna), Davide Bussolino (Lord Byron), Alex Valenza (strillone), Ludovica Cassandra (Ginevra), Silvia Di Santo (Beatrice Alfieri), Lorenzo Edgar Goria (soldato bendato), Matteo Daffara (cameriere), Daniele Benvenga (soldato addestratore), Paolo Bertolini (Agostino Magliani), Marta Musarella (Bianca), Alessia Colanero (donna circolo), Mauro Ruzza (facchino Nitti), Amos Mastrogiacomo (giornalista “La Frusta”).

## Episodio 3
- Diretto da: Letizia Lamartire
- Sceneggiatura di: Guido Iuculano, Davide Orsini, Flaminia Gressi
- Soggetto di: Guido Iuculano, Davide Orsini

### Trama
Lidia e il procuratore Fourneau sono chiamati a occuparsi del caso di un serial killer, autore di tre omicidi riguardanti donne propense al crimine. Lidia riuscirà a fermare l’uomo ferendolo mentre sta per essere aggredita prima dell’arrivo di Fourneau; i due si scambiano un bacio.
Nel frattempo l’avvocato riesce a convincere Enrico a candidarsi al Parlamento cosicché possa favorire l’approvazione della sua legge e ciò servirebbe pure per ingraziarsi i suoi consuoceri, il duca Alfonso Marchisio e la moglie Maria Vittoria, genitori del fidanzato di Marianna, Paolo. Per quanto riguarda la morte di Brusaferro, si segue ora la pista che porta ad Antonio Juvarra con il suo braccio destro al banco di Torino, Umberto Nitti.
- Altri interpreti: Andrea Nicolini (Padre Dellara), Lorenzo Frediani (Marco Carena), Roberto Alinghieri (Cesare Lombroso), Nika Perrone, (Azzurra Mondello), Stefano Moretti (tenente Galli), Giuseppe Klaebisch (commesso), Gianluca Sandrone (uomo vicolo), Alessandro Di Chirico (carabiniere Poli), Marta Marenco (Lucia Gori), Tommaso Bocca (strillone), Amos Mastrogiacomo (giornalista “La Frusta”).

## Episodio 4
- Diretto da: Letizia Lamartire
- Sceneggiatura di: Guido Iuculano, Davide Orsini, Flaminia Gressi
- Soggetto di: Guido Iuculano, Davide Orsini

### Trama
Alla festa del matrimonio di Andrea Caracciolo viene trovato un cadavere per cui viene arrestata la moglie Letizia. Lidia scopre che la vittima, Alfredo Giordano, aveva avuto una relazione con la ragazza la quale, dopo essere rimasta incinta, era partita per l’America. Questo Giordano inoltre era un tirapiedi di un usuraio, Emilio Zonta, per cui Lidia, per scagionare Letizia, che ammette di averlo ucciso per legittima difesa, fa ricadere la colpa sul suo ex Andrea facendo pensare agli inquirenti che avesse un debito con l’usuraio. Caracciolo però non finisce in carcere al posto della moglie poiché supera in tempo il confine con la Svizzera.
Nel frattempo Jacopo e il fratello di Brusaferro stanno continuando le indagini sulla morte del giornalista. 
- Altri interpreti: Francesca Carrain (Letizia Palma), Asia Zanzuri (Allegra Palma), Marco Segrini (Guglielmo Palma), Livio Pacella (Emilio Zonta), Pier Mario Prandi (notaio), Enrica Pintore (Marta Ricci), Amos Mastrogiacomo (giornalista “La Frusta”), Gabriele Ricca (Alfredo Giordano), Tobia Gioacchino Collet (tennista), Ambra Ferraris (operatrice telefonica), Filippo Crovella (cameriere chez Philippe), Leonardo Delfiore (Romeo).

## Episodio 5
- Diretto da: Pippo Mezzapesa
- Sceneggiatura di: Guido Iuculano, Davide Orsini, Flaminia Gressi
- Soggetto di: Guido Iuculano, Davide Orsini

### Trama
Un detenuto di nome Bruno Corsi cerca di evadere dal carcere Le Nuove per poter partecipare al funerale della madre ma si scontra con una guardia del penitenziario, tale Maselli. Quest’ultimo viene trovato morto e la colpa ricade sul detenuto ma il procuratore Fourneau è convinto che siano coinvolti i colleghi della guardia e chiede ai Poët di difendere Corsi. Lorenzo, ex fidanzato della figlia di Enrico che lavora anche lui come guardia carceraria, aiuta i due fratelli a scoprire la verità fino all’arresto del comandante Talarico e dei suoi complici. Intanto, la complicità tra Lidia e Fourneau continua a crescere, al punto che i due fanno l’amore, sebbene lei continui ad avere ancora Jacopo in testa. 
Jacopo arriva a Umberto Nitti tramite la sua governante Marta Ricci ma al Belvedere del Vitozzi l’uomo viene trovato morto prima che possa parlare con lui e Lidia. Nitti doveva svelare quali documenti riservati avesse passato a Brusaferro.
- Altri interpreti: Stefano Venturi (comandante Talarico), Ernesto Mahieux (Amilcare Rolli), Antonio Perna (Bruno Corsi), Stefano Dell’Accio (Umberto Nitti), Stefano Moretti (tenente Galli), Enrica Pintore (Marta Ricci), Luca Serra (Ambrosio), Marco Imparato (Salvemini), Marco Viecca (direttore generale), Carlo Airola Tavan (dottor Durante), Amos Mastrogiacomo (giornalista “La Frusta”), Marco Del Sordo (Maselli), Mattia Rubino (Giovanni), Ambra Ferraris (operatrice telefonica), Valentino Giansana Miglietta (scorta Enrico), Andrea Racca (scorta Enrico).

## Episodio 6
- Diretto da: Pippo Mezzapesa
- Sceneggiatura di: Guido Iuculano, Davide Orsini, Flaminia Gressi
- Soggetto di: Guido Iuculano, Davide Orsini

### Trama
La famiglia Poët festeggia per la vittoria di Enrico alle elezioni. Jacopo ha un diverbio con Cesare Brusaferro quando gli annuncia che sta per trasferirsi a Roma per fondare un nuovo giornale socialista. Marianna, la figlia di Enrico, manda a monte il matrimonio con Paolo Marchisio, figlio del duca Alfonso, perché è ancora innamorata di Lorenzo. Il procuratore Fourneau dopo la morte di Nitti torna a indagare sul caso che aveva chiuso dopo il suicidio di Pancaldi trovando il registro nascosto a casa di Brusaferro. Viene poi arrestato Garrone, il killer di Nitti, il quale confessa che sta per essere messo in atto un colpo di Stato preceduto da un attentato ordito contro il primo ministro De Pretis, prontamente sventato da Lidia e Jacopo nella villa dei Poët. Vengono quindi arrestati Antonio Juvarra e gli altri congiurati mentre il senatore Cravero, loro complice, viene spinto a dimettersi. 
Jacopo, ancora innamorato di Lidia ma consapevole che lei non ha intenzione di impegnarsi seriamente con lui, decide di partire per Roma accompagnato da Cesare e lei, che non ha mai smesso di pensarlo a sua volta, va in lacrime a salutarlo e i due si lasciano andare ad un ultimo bacio appassionato.
- Altri interpreti: Stefano Dell’Accio (Umberto Nitti), Antonio Ribisi La Spina (Agostino De Pretis), Stefano Moretti (tenente Galli), Antonia Di Francesco (locandiera), Marco Viecca (direttore generale), Carlo Airola Tavan (dottor Durante), Alessandro Nicola (cameriere), Mattia Rubino (Giovanni), Mirko Rosella (Vetturino), Nicolò Giarrizzo (appuntato).